# Університет Алабами в Бірмінгемі
Університет Алабами в Бірмінгемі (англ. University of Alabama at Birmingham; скорочення UAB) — громадський університет в місті Бірмінгем, штат Алабама. Один з трьох університетів з системи університетів Алабами. Станом на осінь 2015 року 19 656 студентів з більш ніж 110 країн поступили в UAB на 140 напрямків навчання.